# Mohammed Aminu
Mohammed Aminu (* 10. August 2000) ist ein ghanaischer Fußballspieler. Der Stürmer steht seit 2019 im Profikader des englischen Erstligisten Manchester City und wird von diesem regelmäßig verliehen.

## Karriere

### Verein

#### Karrierebeginn
Mohammed Aminu wurde am 10. August 2000 geboren und spielte bis 2018 für die 2006 von Red Bull übernommene Fußballschule, die mittlerweile unter dem Namen West African Football Academy, kurz WAFA, firmierte, in der ghanaischen Kleinstadt Sogakofe. Nachdem er sämtliche Nachwuchsspielklassen innerhalb der Akademie durchlaufen hatte, trat er ab März 2018 für deren Herrenmannschaft mit Spielbetrieb in der Ghana Premier League, der höchsten Fußballliga des Landes, in Erscheinung. Bei seinem Debüt am 18. März 2018 gegen den ghanaischen Rekordmeister Asante Kotoko erzielte er in der dritten Spielminute den Treffer zum 1:0; das Spiel endete in einem 1:1-Remis. In den nächsten beiden Spielen erzielte er am 25. März gegen die Liberty Professionals sowie am 28. März gegen die Aduana Stars abermals jeweils einen Treffer. Danach kam er auch noch am 31. März gegen die Elmina Sharks FC und am 11. April gegen den Medeama SC in der Startformation zum Einsatz, ehe er seinen bereits im Jahr 2017 fixierten Wechsel zum englischen Topklub Manchester City antrat. Aufgrund seiner drei Tore wurde er im April zum „Spieler des Monats März“ der Ghana Premier League gewählt. Für eine kolportierte Ablösesumme in Höhe von zwei Millionen Pfund hatten sich die Engländer die Rechte am damals 17-jährigen Angriffsspieler gesichert und sich dabei gegen ebenfalls an dem Spieler interessierte Klubs wie Real Madrid oder den FC Bayern München durchgesetzt. Vorangegangen waren monatelange Scoutings des Spielers, der aufgrund seiner immensen Dribbling- und Scoring-Fähigkeiten als „ghanaischer Neymar“ gilt, sowie ein zweiwöchiges Probetraining in England. Aufgefallen war er bei einem Nachwuchsturnier in Katar, wo er für eine Auswahlmannschaft von Red Bull Salzburg angetreten war und dabei unter anderem zwei Tore bei einem 3:2-Sieg über Alterskollegen von Paris Saint-Germain erzielt hatte. Bereits zum damaligen Zeitpunkt wurde angekündigt den Ghanaer, der sowohl im Angriff als auch über die Flügeln spielen kann, vorerst an Kooperationsklubs im Ausland zu verleihen.

#### Diverse Leihen
Nach seinem Wechsel nach England wurde er von ManCity umgehend an den niederländischen Erstligisten NAC Breda, der mit der City Football Group, der ManCity gehört, eine Partnerschaft hat, verliehen, wobei er vorrangig in der U-21-Mannschaft des Vereins zum Einsatz kam und nicht für die Profimannschaft berücksichtigt wurde. Bereits davor war er für ein einmonatiges Praktikum für NAC Breda im Einsatz. Im Herbst 2018 verletzungsbedingt noch nicht für die Niederländer im Einsatz, gab er im Frühjahr sein Debüt für das U-21-Team in der Beloften Eerste Divisie, als er am 12. Februar 2019 beim 3:0-Auswärtssieg über den Nachwuchs von Excelsior Rotterdam die erste Halbzeit absolvierte und danach durch Sabir Agougil ausgewechselt wurde. Seinen ersten Treffer für das Team erzielte der abwechselnd als Mittelstürmer und Flügelspieler eingesetzte Aminu in der darauffolgenden Woche bei einem 12:0-Kantersieg über Achilles ’29, als er abermals eine Halbzeit absolvierte. Danach kam er bis zum Saisonende in zwei weiteren Meisterschaftsspielen zum Einsatz, wobei er auch ein weiteres Tor erzielte. Danach kehrte er zu Manchester City zurück und wurde noch im selben Jahr in den Profikader hochgeholt. Noch während seiner Zeit bei NAC Breda unterzeichnete der Ghanaer einen Vertrag mit dem deutschen Sportartikelhersteller Puma. Im September 2019 wurde der leihweise Wechsel Aminus bis zum Saisonende zum FC Dordrecht bekanntgegeben. Beim niederländischen Zweitligisten sollte er den zu Heracles Almelo abgegangenen Jeremy Cijntje ersetzen. Nachdem es mehrere Wochen an einer Spielgenehmigung des Ghanaers in der zweithöchsten Fußballliga des Landes gescheitert war, saß er am Ende lediglich in einem einzigen Meisterschaftsspiel – am 18. Oktober 2019 bei einer 1:2-Heimniederlage gegen Helmond Sport – ohne Einsatz auf der Ersatzbank, ehe der Spielbetrieb aufgrund der COVID-19-Pandemie im April 2020 vorzeitig abgebrochen wurde. Bereits davor hatte Aminu die Rückkehr nach England angetreten. Im Oktober 2020 wechselte er daraufhin zusammen mit seinem ebenfalls aus Ghana stammenden Teamkollegen Thomas Agyepong bis Saisonende 2021/22 auf Leihbasis zum Lommel SK, wie ManCity ebenfalls im Besitz der City Football Group, in die zweite belgische Liga. Auch hier kam Aminu in fast zwei Jahren zu keinem Pflichtspiel für die Belgier. Am 13. September 2022 folgte dann eine weitere Leihe zum griechischen Drittligisten AEP Kozani.

### Nationalmannschaft
Mohammed Aminu sammelte bereits Erfahrungen in der ghanaischen U-17-Nationalmannschaft. Nachdem er den U-17-Afrika-Cup 2017 in Gabun verpasst hatte und nicht zum 21-köpfigen ghanaischen Spieleraufgebot gehört hatte, nahm er mit den U-17-Auswahl an den Vorbereitungen auf die U-17-Weltmeisterschaft 2017 teil. Am 21. September 2017 gab der U-17-Nationaltrainer Paa Kwesi Fabin den 21 Mann starken WM-Kader bekannt, zu dem auch Aminu gehörte. Im ersten Gruppenspiel gegen Kolumbien war er von Beginn an im Einsatz und wurde in der 82. Spielminute durch Gabriel Leveh ersetzt. Bei der 0:1-Niederlage gegen die Alterskollegen aus den Vereinigten Staaten gehörte er abermals zur Startformation und wurde in Minute 57 durch Leveh ausgetauscht. Beim letzten Gruppenspiel gegen Indien saß er ohne Einsatz auf der Ersatzbank und zog danach mit den Ghanaern ins Achtelfinale ein, wo er gegen die U-17 des Niger abermals ohne Einsatz blieb. Im nachfolgenden Viertelfinale, in das die Mannschaft nach einem 2:0-Erfolg über den Niger eingezogen war, kam er von der Ersatzbank aus in der 75. Minute für Emmanuel Toku ins Spiel. Das Spiel endete in einer knappen 1:2-Niederlage gegen Mali und bedeutete das vorzeitige Ausscheiden der ghanaischen U-17-Nationalmannschaft aus diesem Turnier.